# Massimo Cassano
Massimo Cassano (Bari, 3 febbraio 1965) è un politico italiano, ex sottosegretario di Stato al Ministero del lavoro e delle politiche sociali nei governi Renzi e Gentiloni.

## Biografia
Laureato in Scienze Politiche all'Università degli Studi di Bari, vive con la moglie e i due figli a Bari. Sua moglie, Anna Degennaro, è sorella di Emanuele, ex rettore dell'università LUM - Jean Monnet di Casamassima, e Davide, presidente dell'Interporto di Bari, eredi della nota famiglia di costruttori baresi.
È dottore commercialista iscritto all'albo dal 1994. Socio del Rotary di Bari-Casamassima, è presidente onorario dell'Associazione Culturale Controvento. Nella sua scheda sul sito del Consiglio regionale della Puglia, aggiornata al 2009, veniva indicato come consigliere e amministratore della Lum - Jean Monnet e assistente nello stesso ateneo nelle cattedre di Storia del diritto e Filosofia del diritto.

### Attività politica
A 19 anni iniziò la militanza politica nella Democrazia Cristiana, come dirigente del suo movimento giovanile.
Nel 1983 diventa consigliere circoscrizionale di Bari-Torre a Mare a Bari.
Nel 1998 aderisce a Forza Italia, diventandone vice-coordinatore regionale.
Alle elezioni amministrative del 2004 viene eletto al Consiglio provinciale di Bari, dove ricopre il ruolo di vice-presidente vicario del gruppo di Forza Italia. Rimarrà consigliere provinciale fino al 2009.

#### Consigliere regionale della Puglia
Si candida alle elezioni regionali in Puglia del 2005 con Forza Italia, nella mozione del presidente uscente Raffaele Fitto, venendo eletto con 10.850 preferenze in consiglio regionale della Puglia
viene eletto al Consiglio regionale della Puglia, diventando membro della Commissione Affari generali e Servizi sociali.
Alle regionali pugliesi del 2010, si conferma con 18.540 consensi, nella lista del Popolo della Libertà, diventando il più suffragato della Regione Puglia ed il terzo in Italia. Viene nominato vice capogruppo del gruppo consiliare del Pdl e membro delle Commissioni Affari generali e Assistenza sanitaria.

#### Elezione a senatore
Alle elezioni politiche del 2013 viene eletto senatore con Il Popolo della Libertà. Viene nominato membro della VI Commissione Permanente (Finanze e tesoro), nella prima metà di maggio 2013.
Il 16 novembre 2013, con la sospensione delle attività del Popolo della Libertà, aderisce al Nuovo Centrodestra (NCD) guidato da Angelino Alfano, venendo indicato il successivo 10 gennaio 2014 come nuovo coordinatore regionale di NCD in Puglia.
Con la caduta e la fine del governo Letta per volere del neo-segretario del PD Matteo Renzi per diventare Presidente del Consiglio, e alla nascita del suo governo, il 28 febbraio 2014 viene nominato sottosegretario di Stato al Ministero del lavoro e delle politiche sociali, affiancando il ministro PD Giuliano Poletti.
Si candida alle Elezioni europee del 2014 nella Circoscrizione Italia meridionale nella lista NCD-UDC ma con 18.800 non viene eletto.
Con la nascita del governo presieduto da Paolo Gentiloni, il successivo 29 dicembre 2016 viene confermato nel ruolo di sottosegretario al lavoro.
Il 18 marzo 2017, con lo scioglimento di NCD e la fondazione del suo successore Alternativa Popolare (AP) con le stesse ideologie da parte di Angelino Alfano, confluisce in AP.
Il 21 luglio 2017 annuncia le proprie dimissioni dall'incarico di sottosegretario al Ministero del Lavoro, per poi rientrare in Forza Italia il 25 luglio seguente. Contestualmente, fonda il movimento Puglia Popolare, nell'orbita del centrodestra.
Alle elezioni politiche del 2018 viene candidato nel collegio uninominale Bari-Bitonto per la Camera dei deputati, sostenuto dalla coalizione di centro-destra in quota Forza Italia, ma non viene rieletto.

#### Ingresso nel centro-sinistra
A settembre 2018 il suo movimento Puglia Popolare entra nella maggioranza del consiglio regionale della Puglia, a sostegno del presidente della Regione Puglia Michele Emiliano, con la nomina di Giovanni Stea ad assessore.
Il 7 gennaio 2019 viene nominato commissario straordinario dell'Agenzia regionale per le politiche attive del lavoro (ARPAL): la nomina suscita critiche sia dall'opposizione che dalla componente più a sinistra della maggioranza.
Alle elezioni europee del 2019 in Italia Cassano raggiunge un'intesa con il Presidente nazionale di +Europa Bruno Tabacci per inserire un candidato di Puglia Popolare nelle liste del partito per la Circoscrizione sud.
Alle elezioni regionali in Puglia del 2020 Puglia Popolare si presenta nella lista "Popolari con Emiliano", insieme a esponenti di Centro Democratico e ex membri di Alternativa Popolare e dell'Unione di Centro. La lista ottiene 7 consiglieri e la riconferma al ruolo di assessore di Stea.
A dicembre 2020 viene confermato alla guida dell'Arpal, con il ruolo di direttore generale.
Nell'agosto del 2021 si verifica una rottura tra Cassano e l'assessore Stea, che porta il movimento Puglia Popolare a separarsi dai Popolari con Emiliano. Il 28 febbraio la componente dei Popolari facente capo a Cassano fuoriesce dal gruppo in consiglio regionale per confluire nel nuovo gruppo Per la Puglia, a supporto della maggioranza guidata da Michele Emiliano.

#### Le politiche del 2022
In vista delle elezioni politiche del 2022, Cassano aderisce ad Azione, partito guidato da Calenda alleato con Italia Viva. Cassano viene candidato per la Camera dei deputati in seconda posizione dietro a Mara Carfagna nel collegio plurinominale Puglia 02, non risultando eletto. Il 19 ottobre il consiglio regionale della Puglia vota la decadenza di Cassano dal suo ruolo di direttore dell'ARPAL Puglia.

#### Il ritorno nel centro-destra
Il 22 febbraio 2023 aderisce all'Unione di Centro, venendo nominato capo della segreteria politica del partito. Pochi giorni dopo Cassano annuncia la confluenza di Puglia Popolare nel partito di Lorenzo Cesa e il rientro nel centro-destra.
Nel settembre 2024 Cassano abbandona l'UdC insieme al suo movimento Puglia Popolare, in virtù di contrasti sorti in occasione delle elezioni comunali in Puglia dello stesso anno. In seguito, Puglia Popolare stringe un accordo con la Democrazia Cristiana di Totò Cuffaro e Michele Tucci.
Nel 2025 aderisce con il suo movimento alla Lega per Salvini Premier in vista delle elezioni regionali.